# Алешкевич Степан Филимонович
Степан Філімонович Алешкевич (нар. 1910 — 1944) — Герой Радянського Союзу (1944), у роки німецько-радянської війни розвідник 759-го стрілецького полку (163-та стрілецька дивізія, 40-а армія, 2-й Український фронт).

## Біографія
Народився у селі Перевоз (нині Березинський район Мінської області Білорусі) у селянській родині. Білорус. Освіта початкова.
У 1943 році призваний до РСЧА і у березні ж того року направлений на фронт.
Розвідник 759-го стрілецького полку рядовий Алешкевич 13 березня 1944 року відзначився при форсуванні Південного Бугу у районі села Ладижин (нині місто, Вінницька область). Під сильним артилерійським і кулеметним вогнем, на колоді з групою розвідників, у числі перших переправився на правий берег річки. З ходу розпочавши бій, з чисельно переважаючими силами противника, за розштрення плацдарму чим сприяв переправі підрозділів полку.
Загинув 4 травня 1944 року у тилу ворога при вубусі моста на річці Молдова (Румунія). Похований в населеному пункті Вама (Румунія).

## Звання та нагороди
13 вересня 1944 року С. Ф. Алешкевичу присвоєно звання Героя Радянського Союзу.
Також нагороджений:
- орденом Леніна
- орденами Вітчизняної війни 2 ступеня
- орденом Червоної Зірки
- Орден Слави 3 ступеня
- медалями